# Шлях слави (фільм, 1948)
«Шлях слави» (рос. «Путь славы») — радянський чорно-білий художній фільм 1948 року, знятий на кіностудії «Мосфільм». Фільм заснований на реальній долі жінки-машиніста Олени Чухнюк.

## Сюжет
СРСР. 1934 рік. Саша Воронкова приїжджає з далекого села в місто, поступає на курси помічників машиніста і мріє про той день, коли вона стане машиністом поїзда.

## У ролях
- Олеся Іванова —  Саша Воронкова
- Віктор Хохряков —  Пономарьов
- Олександр Антонов —  Іван Костянтинович
- Олександр Ширшов —  Олексій
- Надир Малишевський —  Коля Макагон
- Муза Крепкогорська —  Катя
- Леонід Кулаков —  Самсон Іванович
- Володимир Владиславський —  комірник
- Сергій Бондарчук —  секретар міськкому
- Василь Макаров —  капітан
- Петро Савін —  нормувальник
- Михайло Трояновський —  Трофімич
- Олексій Бахарь —  епізод
- Георгій Гумільовський —  дід і нічний сторож
- Григорій Михайлов —  епізод
- Зоя Толбузіна —  епізод
- Інна Федорова —  епізод

## Знімальна група
- Режисери — Борис Бунєєв, Михайло Швейцер
- Сценарист — Катерина Виноградська
- Оператор — Микола Большаков
- Композитор — Володимир Юровський
- Художники — Євген Куманьков, Євген Свідєтєлєв, Борис Чеботарьов